# Terence H. Winkless
Terence „Terry“ Henry Winkless (* in Springfield, Hampden County, Massachusetts) ist ein US-amerikanisch-kanadischer Filmregisseur, Filmproduzent, Drehbuchautor und Schauspieler.

## Leben
Winkless wurde in Springfield geboren und wuchs in Kenilworth, einem Vorort von Chicago im US-Bundesstaat Illinois auf. Der US-amerikanische Schauspieler und Synchronsprecher Jeff Winkless (1941–2006) war sein Bruder und lieferte die Musik zu seines Bruders Film Not of This Earth. Er ist Absolvent der New Trier High School in Winnetka. Winkless besuchte die USC School of Cinematic Arts und war Praktikant am American Film Institute. Seit dem 20. Mai 1995 ist er mit der Filmschaffenden Raly Radouloff verheiratet. 1998 wurde die gemeinsame Tochter geboren.
Erste schauspielerische Erfahrungen sammelte Winkless von 1968 bis 1970 in der Fernsehserie The Banana Splits Adventure Hour, in der er verschiedene Charaktere verkörperte aber auch Sprechrollen übernahm. 1971 realisierte er als Regisseur und Produzent den Kurzfilm Foster's Release. Er erhielt 1974 eine Nebenrolle in Die Blechpiraten. Gemeinsam mit John Sayles schrieb er das Drehbuch zum 1981 erschienenen Horrorfilm Das Tier. In den folgenden Jahren erschienen in unregelmäßigen Abständen Tätigkeiten als Filmschauspieler oder Produzent. Als Regisseur war er von 1993 bis 1995 an 38 Episoden der Fernsehserie Power Rangers, von 1996 bis 2000 an 17 Episoden der Pacific Blue – Die Strandpolizei, von 2000 bis 2001 an 10 Episoden der Fernsehserie Highway to Hell – 18 Räder aus Stahl sowie 2014 an 14 Episoden der Fernsehserie Tide Waters beteiligt. 2007 war er im Fernsehfilm Lake Placid 2 in der Rolle des Deputy Dale Davis zu sehen.

## Filmografie (Auswahl)

### Regie
- 1971: Foster's Release (Kurzfilm)
- 1987: Das Nest – Brutstätte des Grauens (The Nest)
- 1989: Bloodfist Fighter
- 1990: Corporate Affairs
- 1990: Private Offerings
- 1992: Die Berlin-Verschwörung (The Berlin Conspiracy)
- 1992: Rage and Honor
- 1993–1995: Power Rangers (Fernsehserie, 38 Episoden)
- 1995: Not of This Earth
- 1995: Mighty Morphin Power Rangers: Ninja Quest
- 1996: White Wolves II: Legend of the Wild
- 1996: Power Rangers Zeo (Fernsehserie, 3 Episoden)
- 1996: Süße Beute – Lockvogel des Killers (Ladykiller)
- 1996: BeetleBorgs (Fernsehserie, 3 Episoden)
- 1996: Masked Rider (Fernsehserie, 3 Episoden)
- 1996–2000: Pacific Blue – Die Strandpolizei (Pacific Blue, Fernsehserie, 17 Episoden)
- 1997: Abenteuerliche Erbschaft (The Westing Game)
- 2000–2001: Highway to Hell – 18 Räder aus Stahl (18 Wheels of Justice, Fernsehserie, 10 Episoden)
- 2003: Fire Over Afghanistan
- 2007: Nightmare City 2035
- 2009: Twice as Dead
- 2012: At the Heart of It: Heart of Dance Behind the Scenes (Kurzfilm)
- 2013: Heart of Dance
- 2014: Tide Waters (Fernsehserie, 14 Episoden)

### Schauspiel
- 1968–1970: The Banana Splits Adventure Hour (Fernsehserie, 9 Episoden, verschiedene Rollen)
- 1974: Die Blechpiraten (Gone in 60 Seconds)
- 1980: Herzschläge (Heart Beat)
- 1983: Auf dem Highway spielt die Polizei verrückt (Deadline Auto Theft)
- 1990: A Cry in the Wild
- 1990: Corporate Affairs
- 1992: Die Berlin-Verschwörung (The Berlin Conspiracy)
- 1992: Play Nice
- 1997: Abenteuerliche Erbschaft (The Westing Game)
- 2007: Trade Routes
- 2007: Lake Placid 2 (Fernsehfilm)
- 2007: Mega Snake (Fernsehfilm)
- 2007: Lost Colony (Fernsehfilm)
- 2007: Nightmare City 2035
- 2014: Goreyan Nu Daffa Karo
- 2015: Baiting the Abductors (Kurzfilm)

### Drehbuch
- 1981: Das Tier (The Howling)
- 1987: He's My Girl
- 1990: Corporate Affairs
- 1992: Rage and Honor
- 2003: Fire Over Afghanistan
- 2006: Scorpius Gigantus
- 2007: Nightmare City 2035
- 2009: Twice as Dead

### Produktion
- 1971: Foster's Release (Kurzfilm)
- 2003: Fire Over Afghanistan
- 2006: Scorpius Gigantus
- 2007: Nightmare City 2035
- 2009: Twice as Dead
- 2018: Game Changers (Dokumentation)